# Nikki
Nikki és una comuna o municipi dels vuit que hi ha al departament de Borgou, a Benín. La ciutat pròpia està situada a uns 20 km de la frontera de Nigèria. La població ha tingut un gran creixement els darrers vint anys: el 1992 tenia 14.500 habitants i el 2012 ja arribava a 70.000 (a més tota la comuna estava propera als 100.000 habitants). A la població hi ha el palau reial del regne de Nikki.